# Beddington

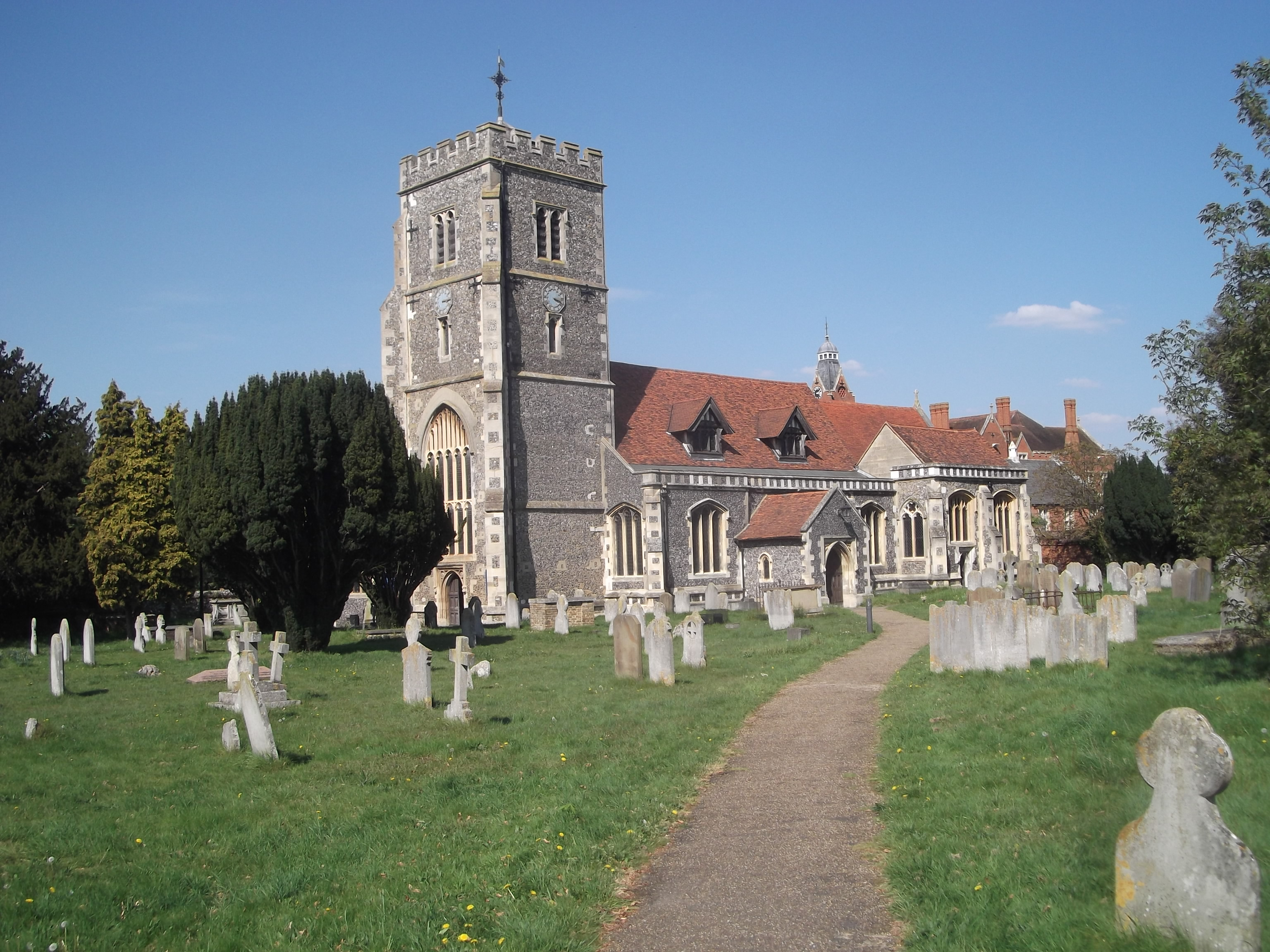
L'église Sainte-Marie de Beddington.

Beddington est un village de la banlieue de Londres situé dans le borough londonien de Sutton, à la limite du borough de Croydon.
Elle figure dans le Domesday Book sous la forme Beddinton ou Beddintone. Supplantée par Wallington au début du XXe siècle, elle relève administrativement du borough de Sutton depuis 1965, au sein du Grand Londres.

## Personnalité
- Michael Thomas Harris (1783-1824), aéronaute, y trouve la mort.